# Andreu Capdevila i Puig
Andreu Capdevila i Puig (Cardedeu, Vallès Oriental, 25 de desembre de 1894 - Rennes, Bretanya 1987 fou un sindicalista català.
De petit es traslladà a Sant Andreu de Palomar. Als 13 anys ja treballava com a tintorer a la Companyia de Filatures Fabra i Coats, alhora que participava en accions sindicals. Amb 20 anys començà a assumir responsabilitats a la CNT. Així, fou dirigent del Sindicat Tèxtil de la CNT, i actuà especialment a Sant Andreu de Palomar (Barcelona).
Anys més tard, assumí el càrrec de conseller d'Economia de la Generalitat de Catalunya, en un breu període, del 16 d'abril al 5 de maig de 1937, i després fou president del Consell d'Economia. En acabar la guerra civil espanyola s'exilià a Perpinyà, on continuà militant en la CNT, i col·laborà regularment en els periòdics sindicalistes Le Combat de París i L'Espoir de Tolosa de Llenguadoc. Partidari de la línia ortodoxa, serà durant els anys 60 secretari de la Comissió de Relacions de la regió d'Aude-Pirineus de la CNT en l'exili, i contrari a l'Aliança Obrera i a Defensa Interior. Va passar els seus darrers anys a Rennes.

## Obres
- Un episodio de nuestra evacuación a Francia (1978).